# 三枝のドバーッとファイト!!
『三枝のドバーッとファイト!!』（さんしのドバーッとファイト）は、1983年4月22日から9月30日までTBS系列局で放送されていた毎日放送製作のゲーム番組である。放送時間は毎週金曜 19時00分 - 19時30分（日本標準時）。

## 概要
毎回芸能人2組が参加し、ゲーム対決を繰り広げていた公開収録番組。収録はうめだ花月劇場（後のうめだ花月）で行われていた。
ゲームは個人戦と団体戦とがあり、各ゲームで勝つと点数分のぬいぐるみが飾られ、ぬいぐるみの多かったチームが優勝となり、優勝カップとぬいぐるみセットが贈呈された。優勝時のファンファーレは、よみうりテレビ『スター爆笑Q&A』の海外旅行獲得時に鳴るものの一部が流用されていた。

## 出演者

### 司会
- 桂三枝（現・6代目桂文枝）

### レギュラー出演者
向かって右側のチームは汀夏子がキャプテンで固定され、左側は固定されていなかった。それぞれのチーム名は週ごとに変わる。
- 汀夏子 - 向かって右側のチームのキャプテン。
- 和田アキ子 - 不定期出演だが、出演時は必ず左側チームのキャプテン。
- 今いくよ・くるよ - いくよは汀のチーム、くるよは左側チームのメンバー。
- アグネス・チャン
- 月亭八方
- うつみ宮土理
- 江木俊夫
- 阿藤海（後の阿藤快）
- 長江健次

ほか

## 主なゲーム
ヒット言エンド感
- 隠された言葉を三枝が質問し、それが何かを当てるゲーム。

ぶっつけバンバン
- 10枚以上ある座布団に座り、紅白の枕を持って早口言葉を言い、相手にバトンタッチし続けるゲーム。言葉をかんだり座布団から落ちたりしたら負けとなる。

逆（ギャグ）ゼスチャー
- 三枝がある言葉を逆さまにしたジェスチャーをして、それが何かを当てるゲーム。

早く!言う名人
- 一つのテーマを連想したモノを言い当てるゲーム。言えなかったメンバーは体に洗濯バサミを付けられ、多かった方が負けとなる。

16文字キック
- 16枚のパネルに書かれたひらがなから、あるテーマに連想したモノを言い当てる。

ポテトパットマン
- 白い天秤に載ったポテトを飛ばし、相手が青いしゃもじでキャッチするゲーム。

ジャン天狗ホイ!
- じゃんけんをして勝った方が天狗の鼻の振り（上、下、横）をする。相手が同じ振りをしたら勝ちとなる。

恐怖のオー面
- 1組2名ずつが白いボードを顔に近づけて持ち、そのボードの表に顔を黒いペンで一部ずつ描くゲーム。

ひっつきふえるメット
- 接着テープが付いた白いヘルメットにプラスチック製のボールを投げて、8個中何個ひっつくかを競う。

めくる言葉
- 4つのマスのうちの一つを三枝がめくって、何の言葉かを当てるゲーム。

ひっぱりクチャテープ
- 各チームの代表1名がおでこの鉢巻きに付いた白テープを互いに引っ張り、テープが切れた方が負け（当たった方が勝ち）となる。

散る散るチギル
- 制限時間内にピンクの大きな紙を桜吹雪風にちぎり、どちらかが桜吹雪のようになっているかを三枝が判定する。三枝のホイッスルが鳴ってもちぎり続けたり、相手の籠に入れたりするハプニングもあった。

クルクルサーファー
- 各チーム1人ずつが手にぬいぐるみを持って回転いすの上に座って回る競争ゲーム。

つらいのはアンタだけだ!
- チームメンバー5人が黒いシルクハットをかぶる。1人だけシルクハットの中に“何か”が入っており、それをかぶっているのは誰かを相手チームが当てる。かぶっている合間には「つらいのは〇〇さんです」という視聴者に向けた答えが表示されていた。

おつまみピンポン
- 卓球台の上に各チーム6個ずつあるオレンジ色のピンポン球があり、それを1個ずつ相手チームの所に入れていく団体戦。三枝のホイッスルの音でメンバーが交代し、最終的に球の数が少なかったチームが勝利となる。

積紙くずし
- 各チームのキャプテンがお盆を持ち、その上にトイレットペーパーを2個ずつ積み上げるゲーム。

ハラハラ風船わたし
- じゃんけんで先攻と後攻を決めてから風船にお灸を乗せ古今東西のテーマで風船が割れるまでのゲーム

冷や冷や歌合戦
- じゃんけんで先攻と後攻を決めてからしりとり形式の歌合戦氷を落としたら負けのゲーム

パックリえびせん
- 一升瓶の上にえびせんを逆さま状態からえびせんを咥えたら勝ちのゲーム

色アメさがし
- 色の付いた飴を早く探した方の勝ちのゲーム

ゴーイング紙飛行機
- 大きい色紙で紙飛行機を作って遠くに飛ばしたら勝ちのゲーム

あてっこポスター
- ポスターの？に当てはまる言葉をフリップに書いて当てるゲーム

おひらきヨイヤサ
- 同点決勝にじゃんけんをして三枝のおひらきヨイヤサコールで股を開いてバランスを崩したら負けのゲーム

めくる言葉
ボード一枚めくって挙手で当てるゲーム

## スタッフ
- 構成：中村進、カンガルー工場
- 演出：河井泉
- 技術：阪本英利
- カメラ：琴浦康博
- 音声：永井正和
- SE：久保秀夫
- 照明：太田幸一
- 編集：津田惇夫、黒田展章
- デザイン：橋本潔
- 美術：つむら工芸
- プロデューサー：浦川國雄、木村政雄
- 制作：岡崎巍（MBS）
- 制作協力：アイ・ティ・エス、大阪東通
- 製作著作：毎日放送、吉本興業